# Сварківські джерела
 Сварківські джерела, «Джерело «Ключі 2» — гідрологічна пам'ятка природи місцевого значення, об'єкт природно-заповідного фонду Сумської області.
Оголошений рішенням Сумського Облвиконкому № 429 20.07.1977 року на землях Сварківській сільській раді.

## Характеристика
Площа — 0,8 га. Розташований на південно-східній околиці с. Сваркове Глухівського району.
Охороняється місце виходу на поверхню 10 самовитічних джерел із крейдяної гори, що живлять річку Клевень.